# Riccardo Tommasi Ferroni
Riccardo Tommasi Ferroni (Pietrasanta, 4 décembre 1934 – Pieve di Camaiore, 19 février 2000) est un peintre italien actif au XXe siècle. Ses œuvres de style maniériste et baroque s'inspirent de thèmes mythologiques et classiques.

## Biographie
Riccardo Tommasi Ferroni est issu d'une famille dont l'origine artistique remonte à la fin du XVIIe siècle. En effet, son père Leone Tommasi était un sculpteur, son frère Marcello, sculpteur  et ses enfants Giovanni et Elena peintres.
Riccardo Tommasi Ferroni, après avoir étudié au lycée de Viareggio,  poursuit ses études à Florence à la faculté de Lettres et Philosophie et l'Académie des beaux-arts. 
Après une période de formation en Toscane, en 1957/1958 il déménage à Rome et commence à se faire connaître dans le milieu artistique avec « Gli indemoniati di Gerasa » (1965).
En 1965 il est présent à la IXe Quadriennale de Rome, où il expose aussi en 1972 et 1986.
Toujours en 1965, il participe à la IVe Biennale d'Art Contemporein de Paris puis à diverses expositions personnelles et collectives 
En 1982, Riccardo Tommasi Ferroni est élu membre à l'Accademia di San Luca  et participe à la Biennale de Venise.  
Dans les années 1990 Tommasi Ferroni s'établit à Pieve di Camaiore.
En 1998, il a fait la une des journaux quand à l'occasion de l'exposition Leonardo e la pulzella di Camaiore (Inédits vinciens et chef-d'œuvre de la sculpture de la première Renaissance), Carlo Pedretti, gestionnaire de l'exposition, attribue par erreur un de ses dessins de jeunesse (Cavallo impennato con cavaliere nudo) à Léonard de Vinci.
Son dernier travail date de 2000, il s'agit de la Carte Monumentale de Rome commandée par la Bibliothèque Apostolique Vaticane pour le jubilé dont les gravures ont été publiées par la Stamperia Vaticana en édition limitée.
Ses œuvres se trouvent aussi dans les églises de Rome : Santa Maria del Popolo, Santa Maria in Montesanto, Santa Maria in Vallicella

## Œuvres
- Gli indemoniati di Gerasa (1965).
- Interno (1971),
- Venere, Marte e Amore (1972),
- Allegoria romana (1972),
- Ripresa televisiva (1973),
- Ratto d'Europa (1975),
- Concilio degli Dei (1977),
- L'Accademia degli Smarriti (1979).
- Un bacio ancora (1980),
- Cena in Emmaus (1982),
- Abramo e Isacco (1983),
- Incredulità di San Tommaso (1983),
- Grande battaglia romana (1984),
- Una partita a scacchi (1986),
- Per la vittoria di Lepanto (1988),
- Desinare al Gianicolo (1989).
- Apollo e Dafne (1990-1991),
- Marsia e Apollo (1992),
- San Giorgio e il drago (1995),
- Mercoledì delle ceneri (1995),
- Non son Geni mentiti (1996).